# سیریل گیوت
سیریل گیوت (انگلیسی: Cyril Guyot؛ زادهٔ ۴ ژانویهٔ ۱۹۸۰) بازیکن فوتبال اهل فرانسه است.
از باشگاه‌هایی که در آن بازی کرده‌است می‌توان به باشگاه فوتبال لو آور و باشگاه فوتبال کن اشاره کرد.